# Cologne (Gers)
Cologne is een gemeente in het Franse departement Gers (regio Occitanie). De oppervlakte bedraagt 6,52 km², de bevolkingsdichtheid is 78 inwoners per km². Cologne telde op 1 januari 2022 920 inwoners.

## Geografie
De oppervlakte van Cologne bedroeg op 1 januari 2022 6,52 vierkante kilometer; de bevolkingsdichtheid was toen 141,1 inwoners per km².

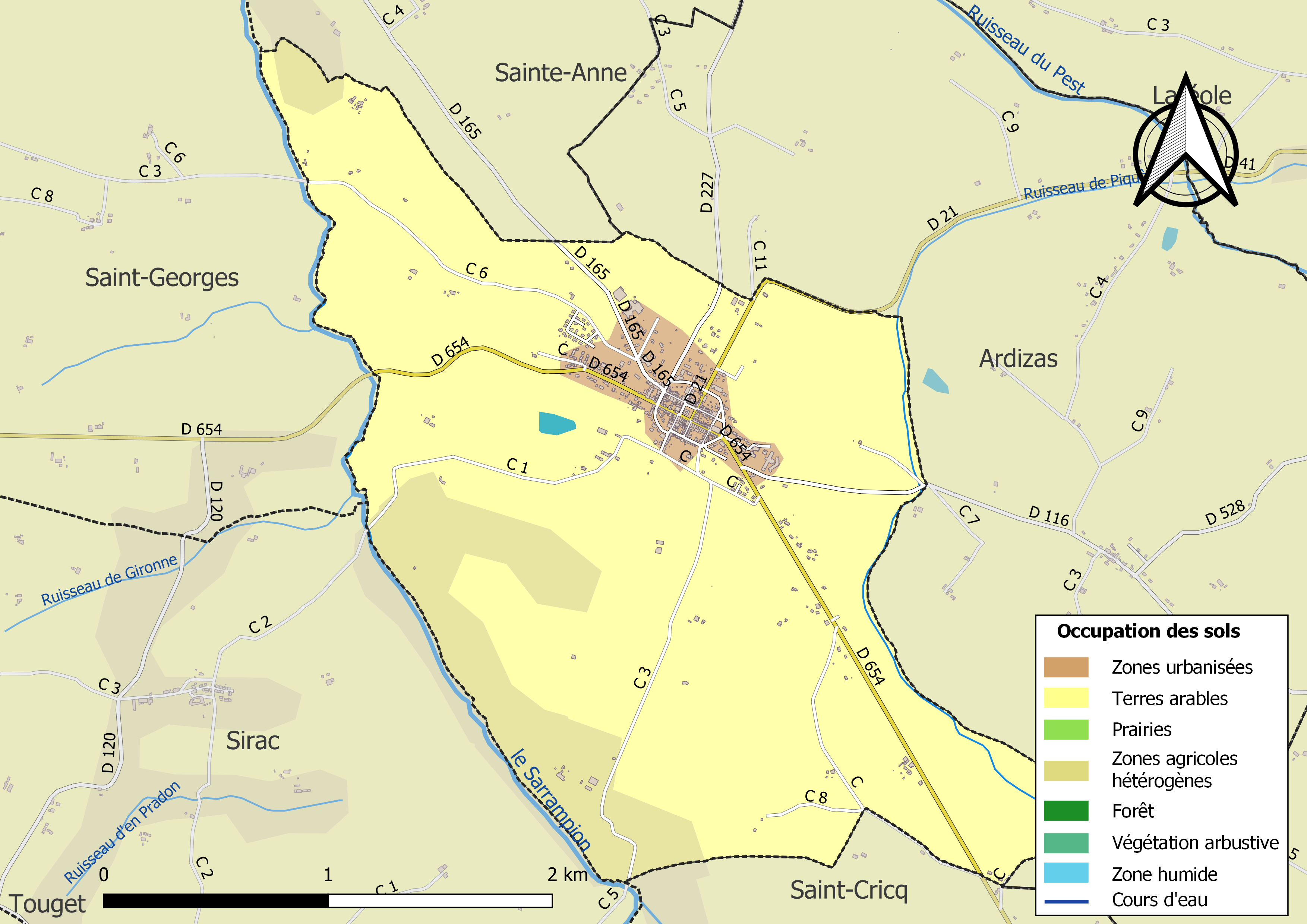
Kaart van de gemeente met belangrijkste infrastructuur, bodemgebruik en omliggende gemeenten

## Demografie
Onderstaande figuur toont het verloop van het inwonertal (bron: INSEE-tellingen).